# Jeórjiosz Zaímisz
Jeórjiosz Zaímisz, görögül: Γεώργιος Ζαΐμης (Pireusz, 1937. június 28. – 2020. május 1.) olimpiai bajnok görög vitorlázó.

## Pályafutása
Az 1960-as római olimpián sárkányhajóban olimpiai bajnok lett a Nirefs nevű hajóval. Csapattársai Konstantin görög koronaherceg és Odiszéasz Eszkidzóglu voltak. Az 1964-es tokiói olimpián 8., az 1968-as mexikóvárosi olimpián 15. helyen végzett ugyanebben a versenyszámban.

## Sikerei, díjai
- Olimpiai játékok
  - aranyérmes: 1960, Róma – sárkányhajó